# Jana Cova
Jana Cova (Praga, 13 de abril de 1980) es una exactriz pornográfica y modelo de glamour checa.

## Primeros años
Jana manifiesta que tuvo una infancia feliz, y que desde pequeña soñó en convertirse en una modelo profesional, pero debido a su corta estatura no pudo hacerlo; en sus comienzos trabajó durante unos años en Praga y en algunas ciudades de Europa como modelo de ropa interior hasta su llegada a los Estados Unidos a los 19 años gracias a Stephen Hicks, reconocido fotógrafo de la industria del entretenimiento adulto quien la descubrió. Ella vive actualmente en República Checa, más precisamente en Brno, pequeña ciudad cerca de la capital y sólo viaja a Los Ángeles por motivos de trabajo; se considera bisexual y su máxima adoración son su familia y su pequeño perro llamado Robbie; le gusta nadar, bucear, hacer spinning, coleccionar vinos de todo el mundo, jugar al tenis y dar largos paseos en bicicleta.
Jana ha actuado en numerosas películas para adultos y posó para las más importantes revistas para hombres, incluyendo Hustler, Penthouse, High Society, Perfect 10, Leg Show, Mayfair, Frenzy y Club International y para diversas páginas web como: DDgirls.com, Twistys.com, Porn.com, Stunners.com, Bikiniriot.com, Bangbross.com, Officegirls2.com, Onlytease.com, Mishaonline.com, Danni.com entre las más importantes. Fue modelo de portada y tiene el título de Penthouse Pet que obtuvo en abril de 2003. Se distingue por trabajar en solitario o únicamente con chicas, ya que se siente más cómoda y segura de esa manera, descartando tajantemente filmar alguna escena heterosexual en el futuro.
En abril de 2005 firmó un contrato en exclusiva con la productora Digital Playground lo que le dio más profesionalidad a la producción y acabado final de sus trabajos. Para mediados de 2007, Jana decidió seguir de manera independiente con su carrera en aras de cumplir un sueño propio que es el de establecer de manera sólida su propia productora, terminando así de manera amistosa su vínculo laboral con Digital Playground que en adelante lanzó ocho películas más ya rodadas con su intervención. Para ellos ha filmado, entre muchas otras, la película Island Fever 4, con Teagan Presley, Sophia Santi y Jesse Jane, lo que le valió ganar el AVN (el equivalente del Óscar para las películas pornográficas) por la mejor performance entre chicas. Vale mencionar que con dicha productora empezó a realizar sus primeras escenas de sexo anal.
Si bien es cierto comenzó su carrera en la industria para adultos, realizando sesiones fotográficas con contenido heterosexual, no tardó mucho en inclinarse exclusivamente por el sexo lésbico, lo cual consideraba su límite; sin embargo sorprendió verla en escenas heterosexuales (sexo oral y penetraciones vaginales) hechas de manera exclusiva para su página web con la persona que actualmente es su pareja. Posee una pequeña orquídea tatuada en la parte posterior del cuello y es común verla usando diferentes tipos de piercings en el ombligo.
Después de 17 años en la industria del cine para adultos, puso punto final a su carrera en marzo de 2019 debido a haberse convertido en madre, cerrando su página web y cuentas en redes sociales.

## Apariciones
- Penthouse Variation - septiembre de 2004
- Penthouse - abril de 2003
- Hustler - marzo de 2003
- High Society - septiembre de 2002
- Leg Show - junio de 2002
- Club International - junio de 2002
- Purely 18 - julio de 2001